# Междоусобная война в Черниговском княжестве (1226)
Междоусо́бная война́ в Черни́говском кня́жестве (1226) — борьба за власть в Черниговском княжестве между Михаилом Всеволодовичем, поддержанным Юрием Всеволодовичем владимирским, и Олегом Курским, закончившаяся победой Михаила.

## В историографии
Летопись называет основных участников, но не указывает причин столкновения. Кроме того, летопись не называет отчество Олега Курского, что затрудняет определение его родовых претензий и предмета борьбы 1226 года в частности. Большинством историков:
- Михаил считается черниговским князем с 1223 года[1][2][3] (до этого новгород-северским[4][5][6]);
- предметом борьбы в 1226 году считается Чернигов[1][2][3][7];
- Михаил считается внуком Святослава Всеволодовича из старшей ветви Ольговичей (подробнее см. Михаил Всеволодович#Рождение и юность);
- Олег считается сыном Игоря Святославича новгород-северского[1][2][3][7], а значит троюродным дядей Михаила, и конфликт 1226 года в этом случае является одним из случаев конфликта между дядей и племянником, в котором племянник одержал верх, как, например, в 1127 году в том же Чернигове (но в данном случае при вмешательстве третьей силы).

### Происхождение Олега Курского
Некоторые исследователи приняли известие Густынской летописи о смерти Олега Игоревича ещё в 1205 году, и считают Олега курского сыном Святослава Ольговича рыльского, участника похода на половцев в 1185 году (Войтович Л. В.), или сыном Святослава Игоревича (Зотов Р. В.). В этих случаях Олег был младшим четвероюродным братом Михаила и преимущественных прав на Чернигов не имел. Зотов Р. В. обратил внимание на то, что Олег Игоревич не упомянут на княжеском съезде перед походом на Калку перед Михаилом, а также то, что в Воскресенской и Никоновской летописях сообщается под 1228 годом о женитьбе Всеволода Константиновича ярославского на дочери Олега Святославича. Также исследователи отмечают, что Олегу Игоревичу в год битвы на Калке было бы около 50 лет, в то время как Олегу Святославичу — 30-40 лет, а Олег Курский на Калке отмечен летописцем как активный непосредственный участник битвы.

### Владения Михаила к началу усобицы
Михаил Всеволодович назван вторым среди чернигово-северских князей после своего дяди в связи с битвой на Калке (1223) и, как правило считается черниговским князем с момента его гибели там. Историки, называющие какой-либо удел Михаила до 1223 года, называют Новгород-Северский.При этом в 1224—1225 годах Михаил был князем в Новгороде Великом.
Горский А. А. обратил внимание на то, что борьба за власть произошла не в 1223 году, сразу после гибели Мстислава Святославича, а только спустя 3 года, и считает черниговским князем в 1223—1226 годах Константина Ольговича — старшего двоюродного брата Михаила. В этом случае конфликт Михаила с Олегом являлся не конфликтом черниговского князя с удельным, а конфликтом двух претендентов на черниговский престол. Однако, Шеков А. В., привлекший данные Введенского синодика с написанием великого князя черниговского Константина Олга, показал, что Константин Ольгович — одно лицо со своим отцом, а Константин — крестильное имя Олега, умершего в 1204 году. Кроме того, и с Михаилом, и с Ольговичем Олег курский находился в одинаковых отношениях старшинства.

### Предмет борьбы
Согласно версии Войтовича Л. В., предметом борьбы был не Чернигов, а Новгород-Северский. Исследователь считает, что Олег пытался изменить решения черниговского съезда 1206 года, а именно лишить новгород-северского престола линию Глеба Святославича, якобы овладевшую им в результате съезда. Однако, другими сведениями версия о занятии Мстиславом Глебовичем Новгорода-Северского не подтверждается. Напротив, существует версия (Зотов Р. В., Келембет С. Н.), что в Новгороде-Северском закрепилась линия не Глеба, а Олега Святославича уже с 1198 года, поскольку в Любецком синодике упомянут Фёдор-Мстислав и Константин Давыдович новгородские, отождествляемые историками с сыновьями Давыда Ольговича и дочери Игоря Святославича новгород-северского. Квашнин-Самарин Н. Д. и Войтович Л. В. также считают, что линия Олега княжила в Новгороде-Северском, но только в порядке общего старшинства после 1246 года.
В 1228 году в Галицко-Волынской летописи Михаил упоминается с новгородцами, а Олег Святославич в Лаврентьевской летописи под тем же годом — без указания удела. Сын Святослава Ольговича (возможного отца Олега) Мстислав в 1241 году и его сыновья впоследствии были рыльскими князьями.